# Strongylosoma niasense
Strongylosoma niasense är en mångfotingart som beskrevs av Filippo Silvestri 1895. Strongylosoma niasense ingår i släktet Strongylosoma och familjen orangeridubbelfotingar. Inga underarter finns listade i Catalogue of Life.